# میروسواوا کرایفسکا
میروسواوا کرایفسکا (لهستانی: Mirosława Krajewska؛ ۱۱ سپتامبر ۱۹۴۰ – ۶ دسامبر ۲۰۲۳) بازیگر اهل لهستان بود.